# Дортмунд (аеропорт)
Аеропорт Дортмунд (нім. Flughafen Dortmund, (IATA: DTM, ICAO: EDLW)) — цивільний аеропорт у східній частині міста Дортмунд на межі з Гольцвіккеде. Довгий час був аеропортом регіонального значення, в ХХІ сторіччі став третім за пасажирообігом цивільним аеропортом у федеральній землі Північний Рейн-Вестфалія. Основною діяльністю є регулярні туристичні та ділові пасажироперевезення.

## Авіалінії та напрямки
| Авіакомпанія | Пункт призначення |
| ------------ | --- |
| Eurowings    | Мюнхен, Пальма-де-Мальорка Сезонний: Аліканте, Катанія, Іракліон, Кавала, Малага, Родос, Спліт, Салоніки, |
| Ryanair      | Катовіце, Краків, Лондон-Станстед, Малага, Пальма-де-Мальорка, Порту, Салоніки |
| SunExpress   | Ізмір Сезонний: Анталія, Зонгулдак |
| Trade Air    | Приштина |
| Wizz Air     | Баня-Лука, Белград, Брашов, Бухарест, Будапешт, Клуж–Напока, Крайова, Гданськ, Яси, Катовиці, Кутаїсі, Ніш, Охрид, Ольштин-Мазури, Приштина, Подгориця, Рим-Ф'юмічіно, Сібіу, Скоп'є, Софія, Сучава, Таргу-Муреш, Тімішоара, Тирана, Тузла, Варна, Вільнюс, Вроцлав, Єреван, |

## Статистика

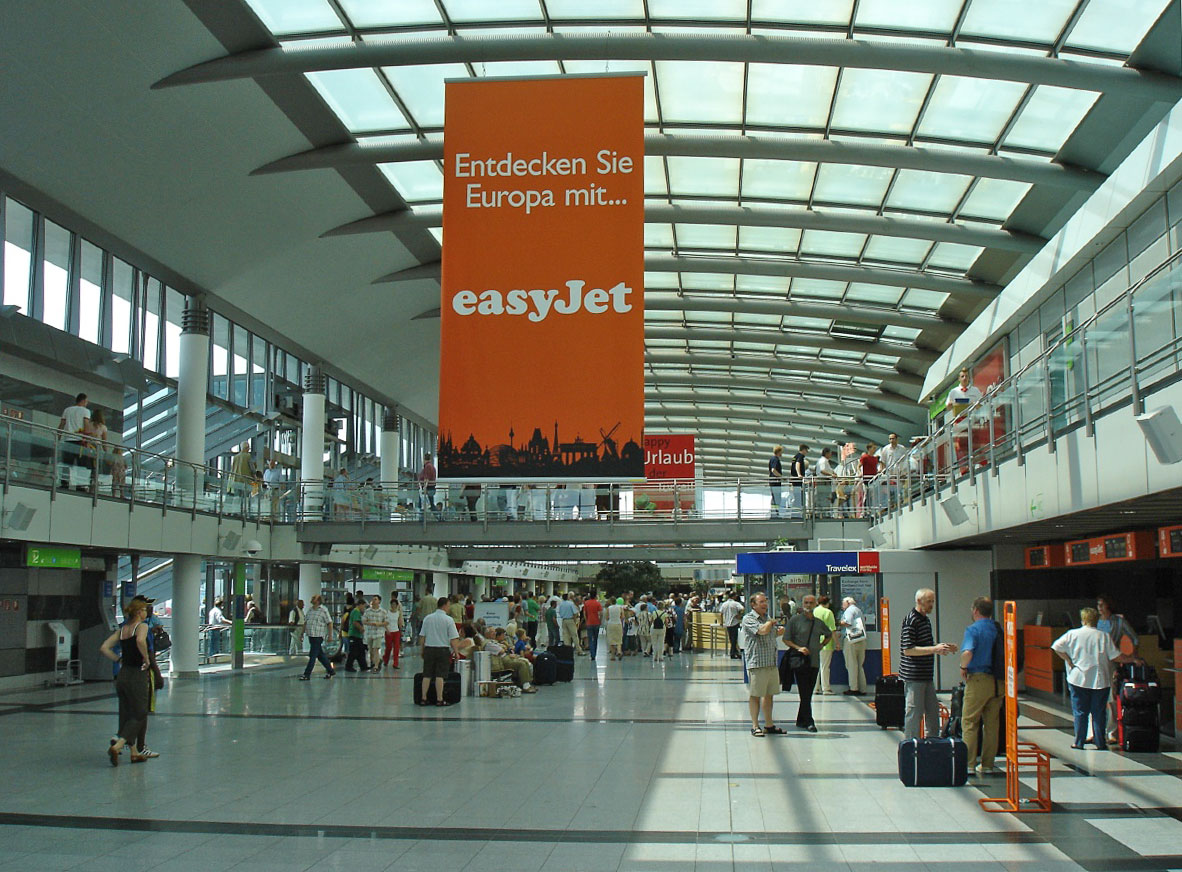
Зона відправлення

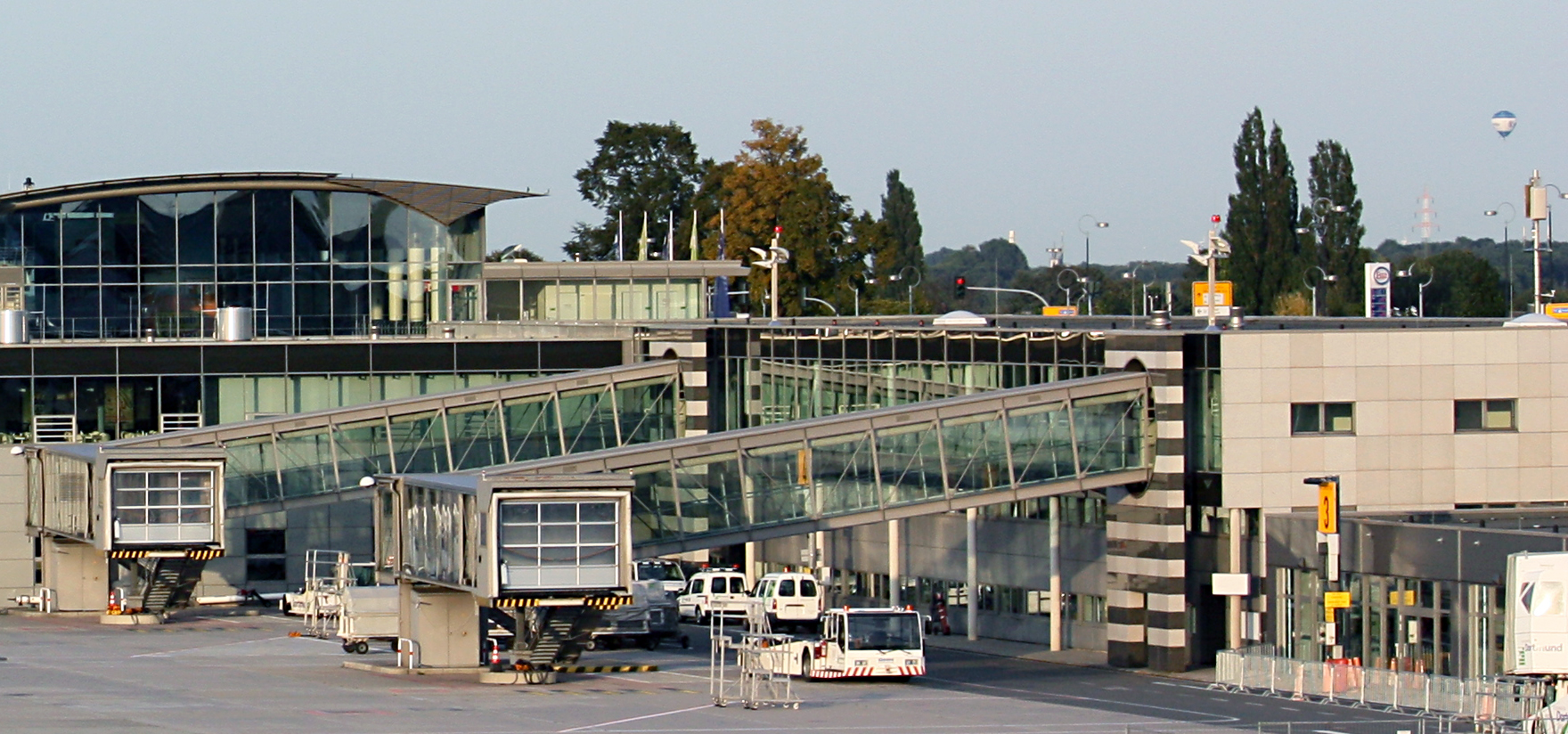
Перон

|                                         | Пасажирообіг | Авіатрафік | Вантажообіг |
| --------------------------------------- | ------------ | ---------- | ----------- |
| 2001                                    | 1,064,149    | 37,393     | 257         |
| 2002                                    | ▼ 994,478    | ▼ 33,812   | ▲ 289       |
| 2003                                    | ▲ 1,023,329  | ▼ 29,788   | ▼ 96        |
| 2004                                    | ▲ 1,179,028  | ▼ 25,743   | ▼ 75        |
| 2005                                    | ▲ 1,742,911  | ▲ 30,672   | ▼ 58        |
| 2006                                    | ▲ 2,019,651  | ▲ 32,785   | ▼ 37        |
| 2007                                    | ▲ 2,155,057  | ▼ 32,223   | ▲ 40        |
| 2008                                    | ▲ 2,329,440  | ▼ 29,555   | ▼ 35        |
| 2009                                    | ▼ 1,711,157  | ▼ 24,043   | ▼ 21        |
| 2010                                    | ▲ 1,747,731  | ▲ 24,232   | ▲ 33        |
| 2011                                    | ▲ 1,814,246  | ▲ 26,391   | ▼ 26        |
| 2012                                    | ▲ 1,896,885  | ▼ 22,634   | ▼ 4         |
| 2013                                    | ▲ 1,924,386  | ▲ 23,809   | ▼ 2         |
| 2014                                    | ▲ 1,964,625  | ▼ 22,202   | ▼ 0         |
| 2015                                    | ▲ 1,985,379  | ▲ 23,616   | 0           |
| 2016                                    | ▼ 1,918,845  | ▼ 21,719   | 0           |
| 2017                                    | ▲ 2,000,695  | ▲ 21,931   | 0           |
| 2018                                    | ▲ 2,284,202  | ▲ 25,523   | 0           |
| 2019                                    | ▲ 2,719.566  | ▲ 26,948   | 0           |
| 2020                                    | ▼ 1,220,624  | ▼ 18,983   | ▲ 4         |
| 2021                                    | ▲ 1,692,960  | ▲ 31,039   | ▼ 0         |
| 2022                                    | ▲ 2,586,238  | ▲ 36,258   | 0           |
| Source: ADV German Airports Association |              |            |             |